# Sân bay quốc tế Sibiu
Sân bay quốc tế Sibiu (tiếng România: Aeroportul International Sibiu) (IATA: SBZ, ICAO: LRSB) là một sân bay phục vụ thành phố Sibiu. Sân bay này tọa lạc tại phía nam Transilvania, khoảng 260 km về phía tây nam thủ đô România Bucharest. Tháng 12 năm 2006, sân bay này đã được đầu tư 60 triệu Euro để xây nhà ga mới và nâng cấp đường băng.

## Các hãng hàng không và các tuyến bay
Hiện có các hãng hàng không sau đang hoạt động tại sân bay Sibiu:
- Austrian Airlines
  - operated by Austrian Arrows (Vienna)
- Blue Air (Bucharest-Bǎneasa, Cologne/Bonn, Madrid [bắt đầu ngày 1 tháng 8 năm 2008], Stuttgart)
- Carpatair (Timişoara)
- Lufthansa
  - operated by Augsburg Airways (Munich, Nurnberg)
- Romavia (Bucharest-Otopeni)
- TAROM (Bucharest-Otopeni, Munich, Târgu Mureş, Vienna)
- Atlasjet (Antalya)